# Catártico
Na medicina, um catártico é uma substância que acelera a defecação. Isto contrasta-se com o laxante, que é uma substância que facilita a defecação, usualmente ao amolecer as fezes. É possível que uma substância seja tanto laxante quanto catártica. Entretanto, agentes como as cascas de sementes de psyllium aumentam o volume das fezes.
Catárticos como sorbitol, citrato de magnésio, sulfato de magnésio, ou sulfato de sódio eram, no passado, usados como uma forma de descontaminação gastrointestinal após envenenamento via ingestão. Não são mais rotineiramente recomendados para envenenamentos: catárticos em alta dose podem ser uma forma efetiva de livrar-se de toxinas presentes no trato gastrointestinal inferior,  mas têm o risco de levar a desidratação e desbalanceamento de eletrólitos.